# VW Tavendor

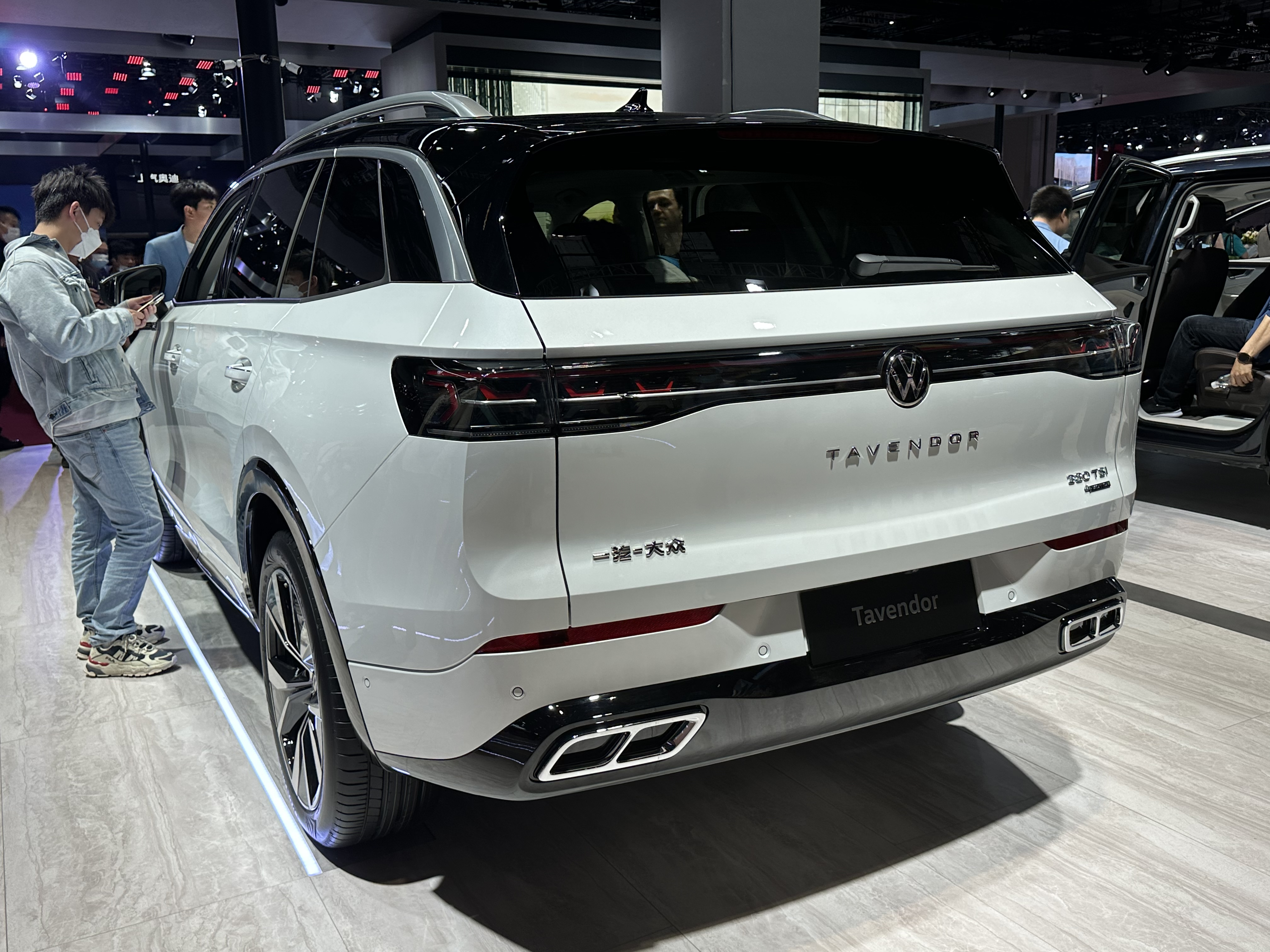
Heckansicht

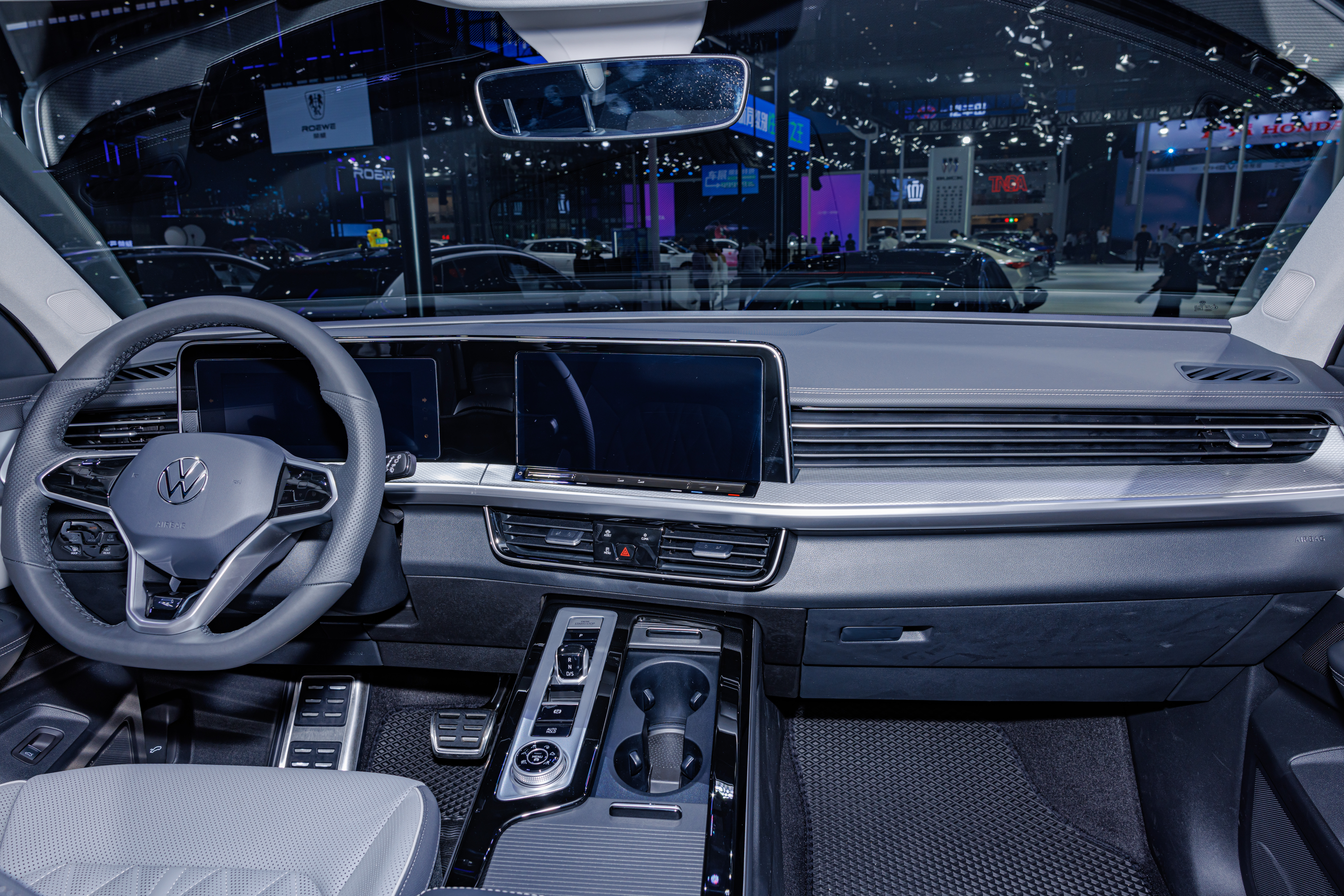
Innenansicht

Der VW Tavendor ist ein fünfsitziges Sport Utility Vehicle, das von FAW-Volkswagen ausschließlich in China gebaut und vermarktet wird.

## Geschichte
Nachdem das chinesische Ministerium für Industrie und Informationstechnik im Mai 2022 erste Informationen über die Baureihe veröffentlicht hatte, debütierte sie offiziell Ende August 2022. Seit Oktober 2022 wird das Fahrzeug auf dem chinesischen Heimatmarkt verkauft. Eine überarbeitete Version des Tavendor wurde erstmals im August 2025 gezeigt.
In der Modellpalette von FAW-Volkswagen ist der VW Tavendor zwischen VW Tayron und VW Talagon eingeordnet. Das Pendant von SAIC-Volkswagen ist der seit 2016 gebaute VW Teramont. Außerdem bietet SAIC-Volkswagen seit 2022 den Audi Q6 an. Wie seine Schwestermodelle basiert der Tavendor auf dem Modularen Querbaukasten des Volkswagen-Konzerns.

## Technische Daten
Angetrieben wird das SUV von einem Zweiliter-TSI-Ottomotor des Typs EA888 in drei Leistungsstufen. Die schwächste Motorisierung hat Vorderradantrieb, die stärkeren Allradantrieb. Alle Versionen sind an ein 7-Stufen-Doppelkupplungsgetriebe gekoppelt.
|                                             | 330 TSI                          | 380 TSI                          | 450 TSI                          |
| Bauzeitraum                                 | seit 10/2022                     | seit 10/2022                     | ab 2025                          |
| Motorkenndaten                              |                                  |                                  |                                  |
| Motorbaureihe                               | VW EA888                         | VW EA888                         | VW EA888                         |
| Motortyp                                    | Reihen-Vierzylinder-Ottomotor    | Reihen-Vierzylinder-Ottomotor    | Reihen-Vierzylinder-Ottomotor    |
| Motoraufladung                              | Turbolader                       | Turbolader                       | Turbolader                       |
| Hubraum                                     | 1984 cm³                         | 1984 cm³                         | 1984 cm³                         |
| max. Leistung bei min−1                     | 137 kW (186 PS) / 4100–6000      | 162 kW (220 PS) / 4500–6700      | 200 kW (272 PS)                  |
| max. Drehmoment bei min−1                   | 320 Nm / 1600–4050               | 350 Nm / 1500–4300               |                                  |
| Kraftübertragung                            |                                  |                                  |                                  |
| Antrieb                                     | Vorderradantrieb                 | Allradantrieb                    | Allradantrieb                    |
| Getriebe                                    | 7-Stufen-Doppelkupplungsgetriebe | 7-Stufen-Doppelkupplungsgetriebe | 7-Stufen-Doppelkupplungsgetriebe |
| Messwerte                                   |                                  |                                  |                                  |
| Höchstgeschwindigkeit                       | 200 km/h                         | 200 km/h                         | 200 km/h                         |
| Beschleunigung, 0–100 km/h                  | 10,2 s                           | 9,1 s                            |                                  |
| Kraftstoffverbrauch auf 100 km (kombiniert) | 7,8 l Super                      | 8,7 l Super                      |                                  |
| Leergewicht                                 | 1944 kg                          | 2065 kg                          | 2062 kg                          |
| Abgasnorm                                   | China VI                         | China VI                         | China VI                         |